# Alexander Wallau
Alexander Wallau (* 19. Juli 1820; † 12. Mai 1882 in Lahr) war ein deutscher Verwaltungsbeamter.

## Leben
Alexander Wallau studierte Rechtswissenschaften an der Ruprecht-Karls-Universität Heidelberg. 1840 wurde er Mitglied des Corps Rhenania Heidelberg. Nach dem Studium war er von 1844 bis 1848 Rechtspraktikant und von 1848 bis 1868 Rechtsanwalt. 1868 wechselte er in den badischen Verwaltungsdienst und wurde zum Oberamtmann und Amtsvorstand des Bezirksamts Kenzingen ernannt. 1871 wechselte er als Amtsvorstand zum Bezirksamt Donaueschingen. 1877 wurde er Amtsvorstand des Bezirksamts Lahr und Stadtdirektor in Lahr. Das Doppelamt hatte er bis zu seinem Tod 1882 inne.

## Auszeichnungen
- Ritterkreuz 1. Klasse des Ordens vom Zähringer Löwen, 1874